# Демидов Іван Іванович
Іван Іванович Демидов (нар. 23 липня 1963, Сизрань, Куйбишевська область, Російська РСФР, СРСР) — російський політичний і громадський діяч, в минулому телеведучий, продюсер і медіаменеджер. Голова президії Фонду розвитку сучасного мистецтва. Член Громадської ради при Міністерстві культури Російської Федерації (з 2016 року). Член Академії Російського телебачення (з 2000 року).
Внесений до «чистилища» бази «Миротворець».

## Походження та навчання
Іван Демидов народився 23 липня 1963 року в Сизрані Куйбишевської області в родині заступника міністра зв'язку Івана Семеновича Демидова і педагога Галини Едуардівни Демидової.
У 1980 році закінчив середню школу № 16 у Куйбишеві. З 1981 по 1983 року проходив військову службу в 7-й гвардійській повітряно-десантній дивізії ВДВ СРСР на території Литовської РСР (військове звання — сержант).
У 1995 році заочно закінчив П'ятигорський державний лінгвістичний університет за спеціальністю російська мова та література.

## Робота на телебаченні
З 1983 по 1987 роки Іван Демидов працював освітлювачем цеху позастудійного освітлення ТТЦ Держтелерадіо.
У 1987 році був призначений на посаду адміністратора Головної редакції програм для молоді (Молодіжної редакції Центрального телебачення Держтелерадіо). Він брав участь у виробництві програм «Що? Де? Коли?», «Світ і молодь», «Від усієї душі», «А ну-ка, дівчата». У тому ж році став адміністратором нової програми під назвою «Погляд», яка багато в чому змінила як радянське телебачення, так і атмосферу в країні. Через півроку після першого випуску програми Демидов стає асистентом режисера, а ще через півроку — повноправним режисером програми. Коли на другий рік існування програми «Погляд» в її рамках придумувався формат «ток-шоу», Демидов брав безпосередню участь у його створенні. Крім того, йому належить поняття «ток-шоу» в тому вигляді, в якому воно прижилося.
У 1989 році на деякий час Іван Демидов виїздив за кордон. Як режисер по освітленню працював на XIII Всесвітньому фестивалі молоді і студентів у Пхеньяні (КНДР).
У 1990 році став одним із засновників телекомпанії VID, був членом Ради директорів і акціонером телекомпанії. Взимку 1991 року Іван Демидов стає автором і ведучим програми «МузОбоз», яка виходила кілька років на Першому каналі і здобула велику популярність як в середовищі шоу-бізнесу, так і серед простого населення. Не менш примітним був імідж ведучого Демидова з незмінними чорними окулярами, які він носив на публіці до кінця десятиліття. Вже за рік Демидов запустив «Майданчик Обозу», в рамках якої проходили як збірні, так і сольні концерти популярних артистів. Перший час даного роду заходи проходили в «Лужниках», а потім стали можливі виїзні «майданчики».
У 1994 році Іван Демидов обіймає посаду директора телеканалу «ТВ-6 Москва» Московської незалежної мовної корпорації (МНВК), а в 1995 році стає віце-президентом і заступником генерального директора МНВК. Під його керівництвом на каналі був запущений ряд оригінальних програм: «Пост-музичні новини», «Акули пера», «Я сама», «Диск-канал», «Партійна зона», «Катастрофи тижня» та інші. Працюючи на «ТВ-6», Демидов продовжив практику виїзних гастролей, але вже за участі працівників каналу. Так, він організовував фестивалі молоді «6 днів "ТВ-6"» у Красноярську, а також у Ханти-Мансійському автономному окрузі та інших регіонах.
У 1995 році Демидов заснував газету «МузОбоз», а в 1996 році — неформальну театральну премію «Чайка», яка спочатку була премією каналу «ТВ-6», а потім зажила самостійним життям.
У 1996 році його програма «МузОбоз» переїхала на канал «ТВ-6». У 1998 році місцем ведучого програми Демидов поступився Отару Кушанашвілі та Лері Кудрявцевій, а в 2000 році Демидов ухвалив рішення щодо припинення випуску програми. Також, в пізні роки «ТВ-6» телевізійник вів програми «ЦитаДень» і «Як жити по-православному».
У 1997 році отримав премію Союзу журналістів Росії «Кращий менеджер телебачення».
У 1998 році на «ТВ-6» на честь 100-річчя МХАТу вийшов серіал «Чехов і Ко», продюсером якого був Іван Демидов (разом з Андрієм Разбашом). Для молодіжного каналу це було властиво, на що Демидов в інтерв'ю програмі «Погляд» сказав, що молодь повинна говорити про головне, і твори Чехова повинні належати наступному поколінню.
У 2000 році знявся у фільмі «Брат 2» в ролі камео (ведучого телепередачі «У світі людей», в якій брали участь головні герої фільму).
У травні 2001 року, через зміну керівництва та зміни мовної політики каналу «ТВ-6», Демидова звільняють за власним бажанням з посади заступника генерального директора МНВК. Після уходу з останнього місця роботи, за власними словами, на деякий час зробив перерву в активній телевізійній кар'єрі.
У березні 2002 року брав участь в аукціоні на шосту метрову частоту, що звільнилася після ліквідації «ТВ-6», з концепцією телекомпанії «Твій канал», але програв команді Євгена Кисельова. У 2003 році брав участь у реаліті-шоу «Останній герой-3: Залишитися в живих».
З жовтня 2003 по серпень 2005 року був ведучим релігійної програми «Російський погляд» на «Третьому каналі». В одному з інтерв'ю того ж періоду Демидов назвав себе «активною православною людиною», заявляв, що прийняв хрещення в 33 роки.
У 2005 році заснував православний телеканал «Спас» разом з Олександром Батановим, який відразу ж став його генеральним директором. У тому ж році Демидов відійшов від телебачення і поринув у політику. У листопаді 2005 року він увійшов до складу Координаційної ради «Молодої Гвардії Єдиної Росії» («МГЄР»), де відповідав за ідеологію і політичну роботу. 15 грудня 2006 року, на II з'їзді «МГЄР» знову був обраний до складу ради.

## Державна служба
У лютому 2008 року Іван Демидов був призначений начальником ідеологічного управління політичного департаменту партії «Єдина Росія». Пізніше в тому ж році перейшов на посаду начальника департаменту гуманітарної політики і громадських зв'язків Управління Президента РФ з внутрішньої політики.
З 15 травня 2009 по січень 2010 року був відповідальним секретарем Комісії з протидії фальсифікації історії на шкоду інтересам Росії (голова Комісії — Сергій Наришкін). Потім з липня 2011 по липень 2014 року працював у Комісії з питань релігійних об'єднань при Уряді РФ.
З травня 2012 року по грудень 2013 року був заступником міністра культури РФ, курував кінематографію.
З січня 2014 року деякий час був генеральним директором державної автономної організації «Дирекція парку „Росія“». У жовтні 2015 року очолив Фонд розвитку сучасного мистецтва.

## Громадська позиція
Іван Демидов свідомо порушив державний кордон України з метою проникнення до окупованого Росією Криму. У липні 2016 року він брав участь у пропагандистському форумі «Таврида-2016». Також він неодноразово, починаючи з березня 2014 року, виступав з антиукраїнськими виступами.

## Факти
- У 1992 році був включений Жириновським до складу «Тіньового кабінету» ЛДПР як «міністр без портфеля»[39].
- У 1990-х роках Івана Демидова неодноразово запрошували до складу журі Вищої ліги Клубу Веселих та Кмітливих. Тричі був членом журі фестивалю КВК «Голосящий Ківін» (1995—1997). Як член журі також запрошувався на ювілейні ігри КВК у 2006 та 2016 роках.
- 23 травня 2014 року потрапив у ДТП на 38-му кілометрі Дмитровського шосе і був госпіталізований у важкому стані[40].

## Родина
- Старший брат — Анатолій Іванович Демидов — медіаменеджер, до вересня 2011 року обіймав посаду генерального директора телеканалу «Amazing Live»[41].
- Племінник — Дмитро Анатолійович Демидов — телевізійний режисер[42].

- Колишня дружина — Олена Леонтіївна Демидова, працювала продюсером «Партійної зони»[43][44] та «Акул пера»[45] на каналі «ТВ-6»[46].
  - дочка Анастасія[47].